# André Hoffmann (polític)
André Hoffmann (Ciutat de Luxemburg, 18 d'octubre de 1941) és un polític luxemburguès. Al partit polític de L'Esquerra ell és el president. Anteriorment va ser líder del Partit Comunista de Luxemburg (KPL), s'ha mantingut com a líder de l'esquerra després que la KPL abandonés l'aliança.
Hoffmann va néixer a Ciutat de Luxemburg, però es va traslladar com a mestre al Liceu de nois d'Esch-sur-Alzette. Va ser membre de la Cambra de Diputats, càrrec al qual va renunciar l'any 2000 per convertir-se en membre de l'administració de l'ajuntament d'Esch-sur-Alzette, sent substituït a Cambra per Aloyse Bisdorff.
Va liderar el 'Comitè per al No' que va fer campanya per un «no» al referèndum de 2005 sobre la ratificació de la Constitució Europea. Tanmateix, va donar suport de mode generalitzat a la Constitució i a la comissió sobre els arguments socialistes.
Va romandre en el consell d'Esch-sur-Alzette fins al 2008, quan va ser reemplaçat per Marc Baum per permetre a Hoffmann concentrar-se a les eleccions de 2009 a la Cambra de Diputats. Hoffmann va tornar al Parlament, ja que l'esquerra va augmentar la seva participació en el vot fins al 3.3%. El vot personal de Hoffmann de 9.067 al districte electoral del sud va ser quasi igual al nombre total de vots recollits per tots els candidats del Partit Comunista (un total de 10.803 vots).